# Backbencher

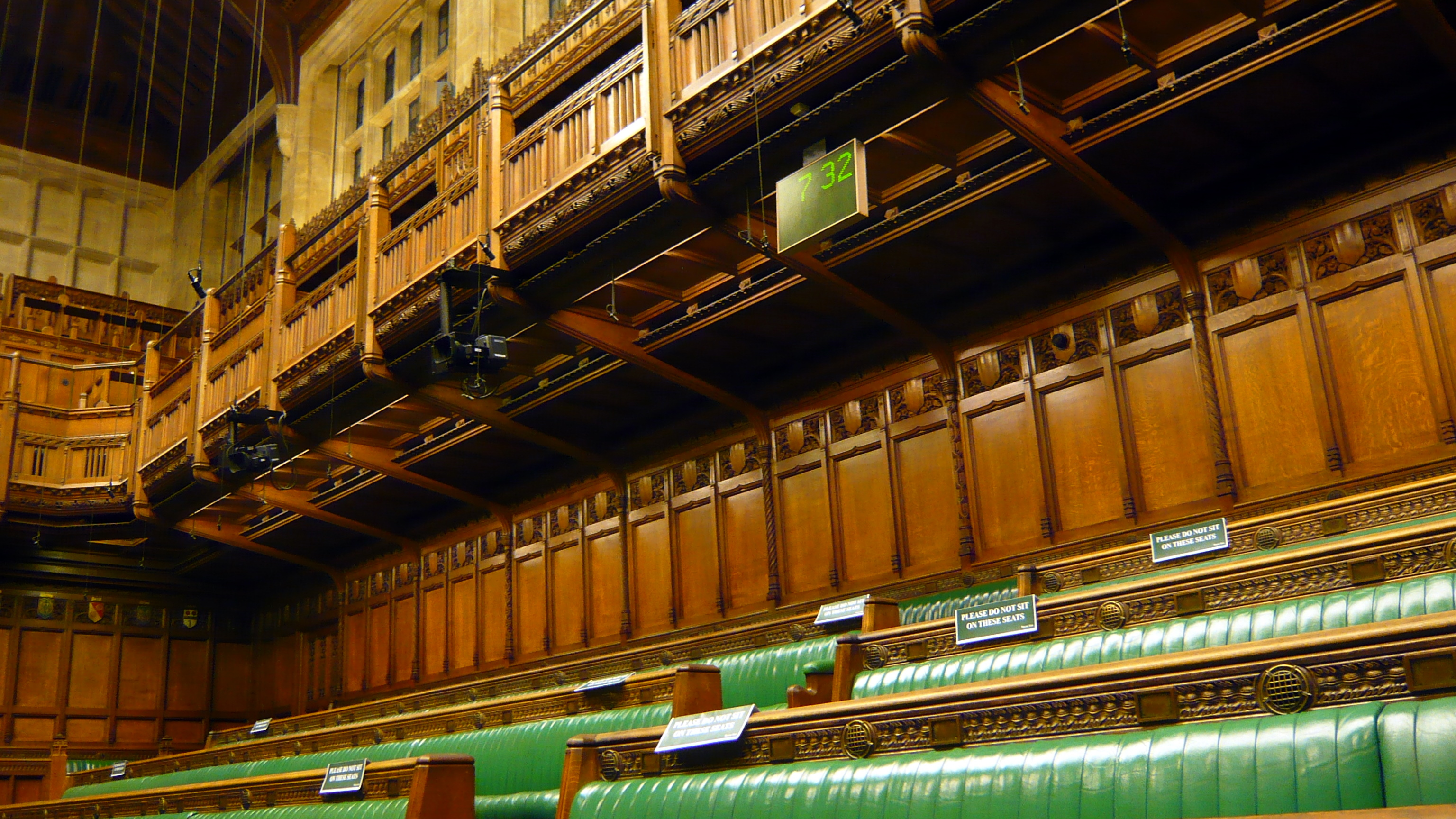
Asientos traseros en la Cámara de los Comunes de Gran Bretaña, en ellos pueden ubicarse los backbencher.

En el Sistema Westminster, un backbencher es un Miembro del Parlamento (MP) o legislador que no tiene un cargo en el gobierno y no es un vocero frontbencher (MP que se sienta en la primera fila) en la oposición y por lo tanto su lugar está en los asientos traseros. Un backbencher puede ser un nuevo MP, un político Sénior que ya no está en el gobierno o cualquier MP que por cualquier razón no ha sido elegido para ocupar un ministerio o formar parte del gabinete en la sombra de la oposición. 
En la mayoría de los sistemas parlamentarios, los backbenchers individualmente no tienen mucho poder para influir la política del gobierno. Sin embargo, su importancia radica en brindarles servicios a los ciudadanos de su circunscripción y en trasmitir las opiniones de los mismos. Algunos backbenchers forman parte de comités, donde las leyes son consideradas en más detalle que lo permitido en la cámara y por lo tanto hacen más aportes al proceso legislativo. Además, los backbenchers en su conjunto pueden ejercer un considerable poder en casos cuando las políticas del gobierno son impopulares o cuando el partido gobernante está dividido internamente.
En Suiza, las figuras principales del Parlamento se sientan detrás para tener una mejor percepción de lo que ocurre y están ubicadas más cerca de las puertas para discusiones afuera del plenario. En Alemania, los líderes de las facciónes se sientan en la primera fila, pero no hay lugares designados para los demás miembros de la facción. Originalmente, la importancia en que los líderes se sentaran en primera fila se debía a lo acústico, que era deficiente antes de la introducción de micrófonos. 
Aunque los poderes legislativos en los sistemas presidenciales no comparten la dicotomía de front/back bench del sistema de Westminster, el término ha sido adoptado para referirse a legisladores júniors o legisladores que no forman parte de la dirección del partido en el cuerpo parlamentario.